# Férfi szupertoronyugrás a 2017-es úszó-világbajnokságon
A 2017-es úszó-világbajnokságon a férfi szupertoronyugrás versenyének 1–2. körét július 28-án, a 3. és 4. körét pedig egy nappal később, július 30-án rendezték meg.
A férfiak 27 méteres fináléjában – ahol (a negyedik, szabadon választott sorozatban) már csak a legjobb tizenkét versenyző mutathatta be ugrását – az amerikai Steve LoBue végzett az első helyen, maga mögé utasítva a cseh Michal Navrátilt és az olasz Alessandro De Rosét.

## Versenynaptár
Az időpontok helyi idő szerint olvashatóak (GMT +01:00).
| Dátum                      | Időpont     | Forduló  |
| -------------------------- | ----------- | -------- |
| 2017. július 28., péntek   | 14:00-15:30 | 1–2. kör |
| 2017. július 30., vasárnap | 12:00-13:30 | 3–4. kör |

## Eredmény
| #  | Versenyző               | Ország                   | 1–4. kör pontjai | 1–4. kör pontjai | 1–4. kör pontjai | 1–4. kör pontjai | Össz.  |
| #  | Versenyző               | Ország                   | 1.               | 2.               | 3.               | 4.               | Össz.  |
| -- | ----------------------- | ------------------------ | ---------------- | ---------------- | ---------------- | ---------------- | ------ |
|    | Steve LoBue             | USA (USA)                | 70,00            | 114,75           | 99,00            | 113,40           | 397,15 |
|    | Michal Navrátil         | Csehország (CZE)         | 71,40            | 119,85           | 90,00            | 109,65           | 390,90 |
|    | Alessandro De Rose      | Olaszország (ITA)        | 68,60            | 101,05           | 97,20            | 112,80           | 379,65 |
| 4  | Andy Jones              | USA (USA)                | 70,00            | 96,60            | 91,80            | 109,65           | 368,05 |
| 5  | Gary Hunt               | Egyesült Királyság (GBR) | 72,80            | 132,60           | 81,00            | 70,00            | 356,40 |
| 6  | Orlando Duque           | Kolumbia (COL)           | 68,60            | 110,40           | 86,40            | 89,70            | 355,10 |
| 7  | Miguel García           | Kolumbia (COL)           | 71,40            | 118,80           | 81,00            | 73,60            | 344,80 |
| 8  | Jonathan Paredes Bernal | Mexikó (MEX)             | 72,80            | 102,50           | 81,00            | 86,95            | 343,25 |
| 9  | Blake Aldridge          | Egyesült Királyság (GBR) | 67,20            | 110,40           | 91,80            | 72,85            | 342,25 |
| 10 | David Colturi           | USA (USA)                | 74,20            | 108,10           | 86,40            | 71,30            | 340,00 |
| 11 | Olekszij Prihorov       | Ukrajna (UKR)            | 65,80            | 82,80            | 82,80            | 98,90            | 330,30 |
| 12 | Sergio Guzmán           | Mexikó (MEX)             | 67,20            | 92,45            | 81,60            | 87,75            | 329,00 |
| 13 | Nyikita Fedotov         | Oroszország (RUS)        | 71,40            | 75,25            | 84,60            |                  | 231,25 |
| 14 | Viktar Maslouski        | Fehéroroszország (BLR)   | 71,40            | 77,40            | 81,00            |                  | 229,80 |
| 15 | Artyom Szilcsenko       | Oroszország (RUS)        | 65,80            | 89,70            | 73,80            |                  | 229,30 |
| 16 | Kris Kolanus            | Lengyelország (POL)      | 75,60            | 54,05            | 91,80            |                  | 221,45 |
| 17 | Alain Kohl              | Luxemburg (LUX)          | 67,20            | 64,50            | 75,60            |                  | 207,30 |
| 18 | Todor Szpaszov          | Bulgária (BUL)           | 63,45            | 83,85            | 57,60            |                  | 204,90 |
| 19 | Igor Szemasko           | Oroszország (RUS)        | 56,70            | 55,65            | 91,80            |                  | 204,15 |
| 20 | Murilo Galves Marques   | Brazília (BRA)           | 67,20            | 47,15            | 80,60            |                  | 194,95 |
| 21 | Cyrille Oumedjkane      | Franciaország (FRA)      | 63,00            | 55,35            | 76,50            |                  | 194,85 |
| 22 | Owen Weymouth           | Egyesült Királyság (GBR) | 51,80            | 67,65            | 70,20            |                  | 189,65 |